# Eugamandus
Eugamandus es un género de escarabajos longicornios de la tribu Acanthocinini.

## Especies
- Eugamandus brunneus Fisher, 1935
- Eugamandus cayamae Fisher, 1926
- Eugamandus darlingtoni Fisher, 1942
- Eugamandus flavipes Fisher, 1935
- Eugamandus jamaicensis Vitali, 2003
- Eugamandus oakleyi Fisher, 1935
- Eugamandus ricarti Micheli, 2003
- Eugamandus schwarzi Fisher, 1926
- Eugamandus tuberculatus Fisher, 1942